# Emertonella
Genre
Emertonella est un genre d'araignées aranéomorphes de la famille des Theridiidae.

## Distribution
Les espèces de ce genre se rencontrent en Asie et en Amérique.

## Liste des espèces
Selon World Spider Catalog (version 24.5, 22/10/2023) :
- Emertonella emertoni (Bryant, 1933)
- Emertonella serrulata Gao & Li, 2014
- Emertonella taczanowskii (Keyserling, 1886)
- Emertonella trachypa Gao & Li, 2014

## Systématique et taxinomie
Ce genre a été décrit par Bryant en 1945 dans les Theridiidae. Il est placé en synonymie avec Euryopis par Levi en 1954. Il est relevé de synonymie par Yoshida en 2002.

## Étymologie
Ce genre est nommé en l'honneur de James Henry Emerton.

## Publication originale
- Bryant, 1945 : « Some new or little known southern spiders. » Psyche, vol. 52, p. 178-192 (texte intégral).